# Dallas Taylor
Dallas Taylor (Denver, 7 aprile 1948 – Los Angeles, 18 gennaio 2015) è stato un batterista statunitense.

## Carriera
Inizia la carriera nel 1967 con i Clear Light, ma passa subito ai Crosby, Stills, Nash and Young, con i quali ottiene grande popolarità. Resta nella band fino alla metà degli anni 1980.
Inoltre, viene anche ricordato come il batterista ufficiale di Stephen Stills sin dagli esordi, per un lunghissimo periodo,  per essere stato il batterista di Buddy Guy, oltre che un ricercato session man.

## Discografia

### Con i Crosby, Stills, Nash and Young
- 1969 – Crosby, Stills & Nash (CSN)
- 1970 – Déjà Vu (CSNY)

### Con i Manassas
- 1972 - Manassas
- 1973 - Down the Road

### Solista
- 2006 - Drinkin Tnt and Smoking Dynamite